# Marko Lipovac
Marko Lipovac (Slavonski Brod, 13. studenog 1986.), bivši hrvatski reprezentativac, sada trener i još uvijek aktivan natjecatelj. Kajakom se počeo baviti 1999. godine, a treneri kroz karijeru su mu bili Krešimir Krajina, Vlado Krajinović, Dario Botica i otac Miroslav Lipovac.

## Klupska karijera
Karijeru započinje u Kajak kanu klubu „Marsonia“ iz rodnog Slavonskog Broda. Za mlađe dobne uzraste nastupa do 2004. godine kada postaje trostruki juniorski prvak Hrvatske, nastupa i za mladu državnu reprezentaciju. Iste godine je proglašen najuspješnijim kajakašem juniorom u Hrvatskoj kajakaškoj ligi. Profesionalno počinje sa treningom 2006. godine. 2012. godine prelazi u Kajak kanu klub „Oriolik“ iz Slavonskog Kobaša za koji nastupa do kraja 2012. godine. Krajem 2012. godine prelazi u novoosnovani Kajak kanu klub „Olimpik“ iz Slavonskog Broda za koji je nastupao i radio kao trener do 2021. godine. U svojoj najdražoj disciplini K-1 1000m (kajak jednosjed) osvaja pojedinačne naslove rekordnih 6 godina uzastopno (2008., 2009., 2010., 2011., 2012., 2013.), a kolekciji dodaje i naslov 2017. godine. Od 2019. godine se prebacuje u disciplinu sprint gdje osvaja dva uzastopna naslova prvaka države (2019. i 2020. godine). 2021. godine se vraća u svoj matični klub KKK Marsonia gdje radi kao trener i još uvijek nastupa.  

## Reprezentativna karijera
Za Hrvatsku reprezentaciju je nastupio ukupno 37 puta. Svoj prvi nastup imao je još kao junior 2004. godine na Otvorenom prvenstvu Balkana u Beogradu gdje u K-2 1000m (kajak dvosjed) osvaja 3. mjesto. Nastupio je na brojnim međunarodnim natjecanjima, Europskim i svjetskim prvenstvima, europskim i svjetskim kupovima te kvalifikacijama za olimpijske igre. 2013. godine je imao posljednji nastup za reprezentaciju, da bi se 2019. godine vratio u reprezentativni dres te nakon duže pauze izborio plasman u C finale svjetskog prvenstva i kvalifikacija za olimpijske igre.

## Trenerska karijera
2012. godine je imenovan glavnim trenerom u novoosnovanom Kajak kanu klubu „Olimpik“ za koji je nastupao i radio kao trener. Sa KKK Olimpik je kao trener osvojio sve. Od 2016. do 2021. godine osvaja do tada rekordnih 5 uzastopnih naslova državnog ekipnog prvaka u sprintu u svim uzrasnim kategorijama (od kadeta do seniora). Osvaja državno prvenstvo u maratonu za sve uzrasne kategorije (kadeti, juniori i seniori). U pojedinačnom kupu Republike Hrvatske, najviše njegovih sportaša osvaja naslove, a iznjedrio je i veliki broj reprezentativaca koji su postizali zavidne rezultate na međunarodnoj sceni u mlađim dobnim uzrastima. Od 2021. godine je trener u KKK Marsonia za koji i nastupa. Sa KKK Marsonia je u 2022. godini nastavio pobjednički niz te osvojio i sa drugim brodskim klubom sve ekipne naslove prvaka države (kadeti, juniori i seniori). Kao pomoćni trener mlade reprezentacije Hrvatske je sudjelovao na Turnirima olimpijskih nada (neslužbeno svjetsko prvenstvo za mlade) 2017., 2018., 2019., 2020. i 2021. godine te je sa svojim sportašima ostvario ukupno 9 plasmana u finalne utrke. Kao trener sudjelovao je i na Europskim prvenstvima u maratonu u Ponte de Limi (Portugal) 2017. godine u i Metkoviću 2018. godine.

## Nagrade i priznanja

### Individualna
- Dodjela priznanja za perspektivnog mladog sportaša grada Slavonskog Broda: 2003. godina
- Dodjela priznanja za perspektivnog mladog sportaša Brodsko-posavske županije: 2003. godina
- U izboru najuspješnijeg sportaša grada Slavonskog Broda osvojeno 3. mjesto: 2004. godina
- Dodjela priznanja za perspektivnog mladog sportaša Brodsko-posavske županije: 2004. godina
- Izabran za najuspješnijeg sportaša grada Slavonskog Broda: 2008. godina
- Izabran za najuspješnijeg sportaša Brodsko-posavske županije: 2008. godina
- Izabran za najuspješnijeg sportaša grada Slavonskog Broda: 2009. godina
- Izabran za najuspješnijeg sportaša Brodsko-posavske županije: 2009. godina
- Izabran za najuspješnijeg sportaša grada Slavonskog Broda: 2010. godina
- Izabran za najuspješnijeg sportaša Brodsko-posavske županije: 2010. godina
- U izboru najuspješnijeg sportaša grada Slavonskog Broda osvojeno 2. mjesto: 2011. godina
- Izabran za najuspješnijeg sportaša Brodsko-posavske županije: 2011. godina
- Izabran za najuspješnijeg sportaša Brodsko-posavske županije: 2012. godina
- Godišnja nagrada za iznimna postignuća u sportu Brodsko-posavske županije– Zlatna Kuna: 2015. godina
- U izboru najuspješnijeg sportaša grada Slavonskog Broda osvojeno 3. mjesto: 2017. godina
- Godišnja nagrada za iznimna postignuća u sportu grada Slavonskog Broda – Štit Berislavića: 2016. godina
- U izboru najuspješnijeg sportaša Brodsko-posavske županije 2. mjesto: 2017. godina
- U izboru najuspješnijeg sportaša Brodsko-posavske županije 2. mjesto: 2019. godina
- U izboru najuspješnijeg sportaša Brodsko-posavske županije 2. mjesto: 2021. godina

### Klupska pojedinačno (seniori, broj pobjeda po disciplini)
- Prvak Republike Hrvatske 2005. (jedna disciplina)
- Prvak Republike Hrvatske 2006. (dvije discipline)
- Prvak Republike Hrvatske 2008. (tri discipline)
- Prvak Republike Hrvatske 2009. (tri discipline)
- Prvak Republike Hrvatske 2010. (četiri discipline)
- Prvak Republike Hrvatske 2011. (šest disciplina)
- Prvak Republike Hrvatske 2012. (tri discipline)
- Prvak Republike Hrvatske 2013. (četiri discipline)
- Prvak Republike Hrvatske 2014. (četiri discipline)
- Prvak Republike Hrvatske 2015. (jedna disciplina)
- Prvak Republike Hrvatske 2017. (sedam disciplina)
- Prvak Republike Hrvatske 2018. (dvije discipline)
- Prvak Republike Hrvatske 2019. (dvije discipline)
- Prvak Republike Hrvatske 2020. (tri discipline)
- Prvak Republike Hrvatske 2021. (jedna disciplina)

### Klupska kao trener
KKK "Olimpik"
- Prvak Republike Hrvatske 2016. (juniori i seniori)
- Prvak Republike Hrvatske 2016. (kadeti, juniori i seniori)
- Prvak Republike Hrvatske 2017. (kadeti, juniori i seniori)
- Prvak Republike Hrvatske 2018. (kadeti, juniori i seniori)
- Prvak Republike Hrvatske 2019. (kadeti, juniori i seniori)
- Prvak Republike Hrvatske 2020. (kadeti, juniori i seniori)

KKK "Marsonia"
- Prvak Republike Hrvatske 2021. (kadeti, juniori i seniori)
- Prvak Republike Hrvatske 2022. (kadeti i juniori)

## Zanimljivosti
- Prvi je hrvatski kajakaš koji je 1000m veslao ispod 3 minute i 40 sekundi (vrijeme 3 minute i 36 sekundi, svjetsko prvenstvo, Szeged 2011. godina) i prvi je hrvatski kajakaš koji je 200m veslao ispod 36 sekundi (prvenstvo Hrvatske, Zagreb 2019. godina).
- Kandidirao za odlazak na olimpijske igre London 2012. i Tokyo 2020. godine
- Donio gradu Slavonskom Brodu domaćinstvo Europskog prvenstva u maratonu za 2023. godinu
- U dosadašnjoj karijeri osvojio više od 60 pojedinačnih naslova prvaka Hrvatske (uključujući i mlađe dobne uzraste)
- U dosadašnjoj karijeri preveslao više od 50 000 kilometara 2007. godine završio Hrvatsku olimpijsku akademiju, usmjerenje – trener kajaka
- 2022. godine završio stručni studij kineziologije i stekao zvanje stručnog specijaliste kineziologije, smjer kineziološka rekreacija i fitness

## Vanjske poveznice
- Web stranice KKK Marsonia
- Web stranice KKK Olimpik